# Ghosting (televisió)
El Ghosting  o Imatge fantasma és un terme emprat en radiodifusió de senyals de televisió analògica.
L'efecte introdueix una rèplica de la imatge transmesa, desplaçada en posició, que està superposada a la imatge que s'està rebent.
Aquest efecte és principalment degut a reflexions del senyal transmès. La imatge desplaçada que se suma en major o menor intensitat a la que es transmet es pot associar a aquesta reflexió del senyal.
Una imatge pot contenir ghosting ocasionat per més d'una reflexió. La intensitat de les imatges superposades i el seu desplaçament (offset), normalment horitzontal, depenen de les característiques de la causa d'aquestes reflexions del senyal.

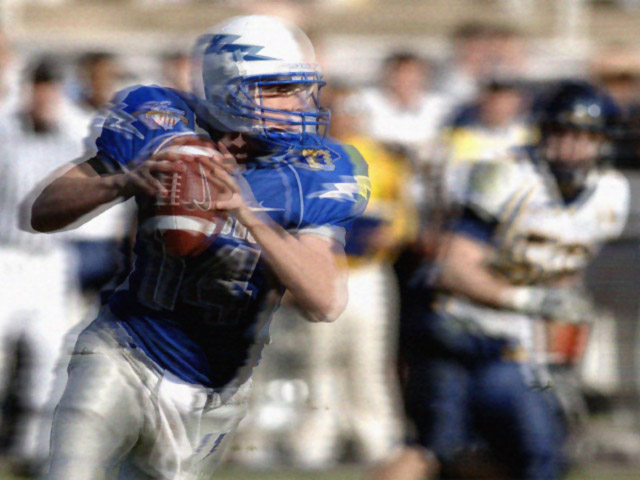
Exemple de ghosting en transmissió de televisió analògica.

Ghosting també és un terme de televisió (digital) referit al desenfocament de moviment, que provoca a la imatge un efecte similar.

## Desplaçament horitzontal
La imatge ghost , és a dir, la imatge superposada, pot aparèixer amb diferent intensitat. El que sempre succeeix és que està més o menys desplaçada horitzontalment respecte a l'original. Això és degut al senyal de vídeo analògic.
Una reflexió del senyal origina una diferència de camins amb el senyal que s'està transmetent. Això implica que la reflexió triga més temps a transmetre's pel canal: arriba retardada respecte al senyal que estem transmetent.
L'efecte originat és un eco. Si estéssim transmetent àudio, l'efecte és fàcil d'entendre.
En vídeo analògic, hem de tenir en compte que s'està transmetent la imatge línia a línia, i que un eco ens representarà tenir superposada la mateixa línia, però amb un retard temporal. Aquest retard implica un desplaçament espacial de la línia cap a la dreta (tant si ens referim al senyal en temps com a l'espai en el monitor). Aquest efecte es produeix a totes les línies del camp i per això obtenim una imatge desplaçada.

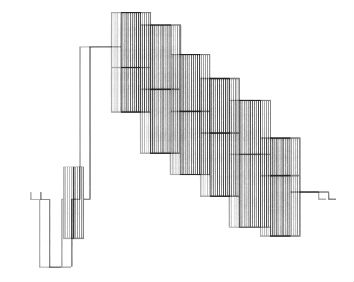
Senyal de barres de vídeo analògic i una reflexió. Aquests dos senyals sumats originen ghosting.

Així doncs, és per això que el desplaçament és horitzontal i no pas vertical.

## Causes

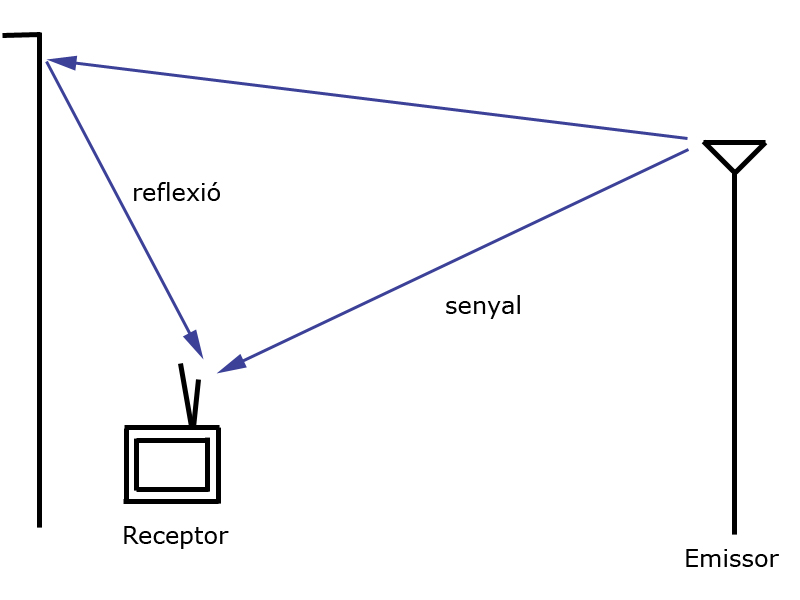
Exemple d'una transmissió on s'origina una reflexió. El senyal transmès pot rebotar amb edificis, muntanyes, núvols, avions…

Les causes més freqüents que originen el ghosting són:
- Desacoblament d'impedàncies en algun punt del canal de comunicació, que causa reflexions indesitjades del senyal.
- Diferència de camí: La distorsió originada a causa de la diferència de camí, ja que les ones de radiofreqüència poden rebotar en edificis, núvols, etc.

## Un problema en analògic, no en digital
El ghosting és un defecte de radiodifusió analògica. En televisió digital terrestre es transmet el senyal modulat en COFDM i el format és molt diferent: es transmeten bits en lloc d'un senyal analògic proporcional a la informació de la imatge.
La Interferència entre canals s'anomena de vegades ghosting, però és molt diferent i òbviament és degut a altres causes.

### Pre-eco
En pocs casos, la imatge ghost es veu desplaçada a l'esquerra de la imatge principal. En aquest cas hi ha hagut un pre-eco.
Normalment això passa quan s'instal·la un receptor (antena) en una televisió que ja disposava d'un flux de dades, ja sigui provinent d'antena o cable. Aleshores aquest nou receptor, en el cas que rep els senyals de radiofreqüència més ràpidament, origina aquest pre-eco.